# پوآسی
شهر پوآسی (به فرانسوی: Poissy) در شهرستان ایولین در ناحیه ایل-دو-فرانس با جمعیت ۳۵٬۸۶۰ نفر در کشور فرانسه واقع شده‌است